# William Bateson
William Bateson (Whitby, 1861. augusztus 8. – London, Merton kerület, 1926. február 8.) brit zoológus, genetikus. Angliában ő használta először a genetika szót az öröklődés vizsgálatának leírására. Zoológiai szakmunkákban nevének rövidítése: „Bateson”.

## Biográfia
Bateson Whitby városában született, a Rugby School, a St John's College és a Cambridge-i Egyetem diákja volt. A végzés után kétéves tanulmányútra ment az Amerikai Egyesült Államokba, ahol a Balanoglossus fejlődéstörténetét vizsgálta. 1884-ben itt írta le a fél-gerinchúros állatok (Hemichordata) törzsét. 1886-87-ben expedíciókon vett részt a nyugati Közép-Ázsiában, azután Észak-Egyiptomban, ahol tanulmányozta a sós mocsarak és tavak faunájának evolúciós kérdéseit. Angliába való visszaérése után a változékonyságot (variabilitást) elemezte. 1897-től keresztezési kísérleteket végzett. 1908-ban a biológia professzora lett a cambridge-i egyetemen. 1910-ben a mertoni John Innes Horticultural Institute igazgatójának nevezték ki. Londonban halt meg.

## Tudományos munkássága
A genetikának mint önálló biológiai tudománynak az egyik megalapozója volt. Az ő véleménye szerint az evolúció nagy ugrásokkal halad előre és nem hagy közben köztes alakokat. E mutacionizmus alátámasztására 1894-ben rámutatott, hogy a jellegek öröklődése nem keveredő, hanem egyedi diszkrét faktorokkal történik. A Mendel-szabályok újrafelfedezése (1900) után a kísérletes eredmények lázában égett. Ezért fogadta oly lelkesen Mendel munkásságának sugallatát a diszkrét öröklődési tényezőkről. Úgy vélte, hogy a szabadon (függetlenül) kombinálódó örökítő egységek a kromoszómák lehetnek. A Mendel-szabályokat állatokra is alkalmazta. Vaskos ismeretterjesztő művében védelmébe vette a mendelizmus új hitét, és Gregor Mendel munkásságát népszerűsítette angol nyelvterületen. Bateson ezért kisebb vitába keveredett biometria tanáraival, Walter Frank Raphael Weldonnal és Karl Pearsonnal. Tanárai kétségbe vonták Mendel öröklődési megfigyeléseit, és az evolúció előrehaladását folyamatosnak vélték. (Általában az európai evolucionisták féltek Batesontól, és ezért gyanakodtak a mendelizmusra is.) Ezek a különbségek a modern evolúciós szintézisben oldódtak fel.
1902-ben Edith Rebecca Saunders-szel együtt először bizonyította be, hogy az alkaptonuria nevű betegség recesszíven öröklődik. Bateson használta először az öröklődés leírására a görög genetikos szóból származó genetika kifejezést 1906-ban, három évvel azelőtt, hogy Wilhelm Johannsen az öröklődés egységeit a gén szóval illette volna.
Bateson Reginald Punnett-tel közösen fedezte fel a genetikai kapcsoltságot, vagyis hogy nem minden jelleg öröklődik függetlenül a többiektől. 1906-ban ő és Punnett leírták a tyúkok tarajformájának öröklődésmenetét. Ezzel felfedezték, hogy az öröklődési faktorok a termékeiken keresztül egymást kölcsönösen befolyásolva hathatnak a kialakuló tulajdonságokra. 1907-ben szintén kimutatták az örökítő faktorok kölcsönhatásait a tavaszi lednek virágszínének öröklésmenetében is. Ekkor fedezték fel egyes faktorok elnyomó hatását, amit episztázisnak neveztek el. Punnett-tel együtt alapította a Journal of Genetics című folyóiratot 1910-ben.
Az elsők között mutatott rá az öröklődési faktorok és az öröklődő betegségek kapcsolatára. Mivel nem szívelte az ecetmuslica kromoszómáit tanulmányozó amerikai Thomas Hunt Morgant, az öröklődés diszkrét faktorainak a kromoszómákhoz kapcsolódására vonatkozó korábbi elképzelését feladta, és a morgani kromoszómaelmélet ellen fordult. Az egyedfejlődésről azt feltételezte, hogy minden organizmus szelvények (szegmentumok) sorozataiból képződik. Erre az elgondolásra alapozva alkotta meg a szelvényezettség (szegmentáció) zavaraira a "homeotikus mutáció" kifejezést. Fia, Gregory Bateson ugyancsak biológus lett.

## Főbb művei
- Materials for the study of variation treated to especial regard to discontinuity in the origin of species. London. 1894
- Hybridisation and cross-breeding as a method of scientific investigation. J. Roy. Hort. Soc. 24. 1899
- Problems of heredity as a subject for horticultural investigation. J. Roy. Hort. Soc. 25. 1900
- Mendel's principle of heredity: a defence. Cambridge. 1902
- The facts of heredity in the light of Mendel's discovery. Rep. Evol. Comm. Roy. Soc. 1. 1902
- On Mendelian heredity of three characters allelomorphic to each other. Proc. Cambridge Philos. Soc. 12. 1903
- Punnet, Hurst, Saunders és Bateson (1905): Experimental studies in the physiology of heredity. Rep. Evol. Comm. Roy. Soc. 2.
- The progress of genetics since the discovery of Mendel's papers. Progr. Rei. Bot. 1. 1907
- Mendel's principles of heredity. Cambridge. 1909
- Problems of genetics. New Haven. 1913
- Scientific papers (R.C. Punnett kiadása). 2 kötet. Cambridge. 1928